# Entophlyctis lobata
Entophlyctis lobata är en svampart som beskrevs av Willoughby & Townley 1961. Entophlyctis lobata ingår i släktet Entophlyctis och familjen Endochytriaceae.   Inga underarter finns listade i Catalogue of Life.